# Aglaia macrostigma
Espèce
Statut de conservation UICN

 VU D2 : Vulnérable
Aglaia macrostigma est une espèce de plantes de la famille des Meliaceae.

## Publication originale
- Journal of the Asiatic Society of Bengal. Part 2. Natural History 64(2): 78. 1895.